# Massacre d'Alía
 (janvier 2025).
Le massacre d'Alía est un fait historique de la guerre d'Espagne, qui conduit à l'exécution extrajudiciaire d'un groupe de personnes suspectes de collaborer avec la guérilla antifranquiste de la Garde civile, le 16 août 1942. 
Les victimes sont 24 habitants des localités d'Estrémadure d'Alía et de La Calera.

## Historique

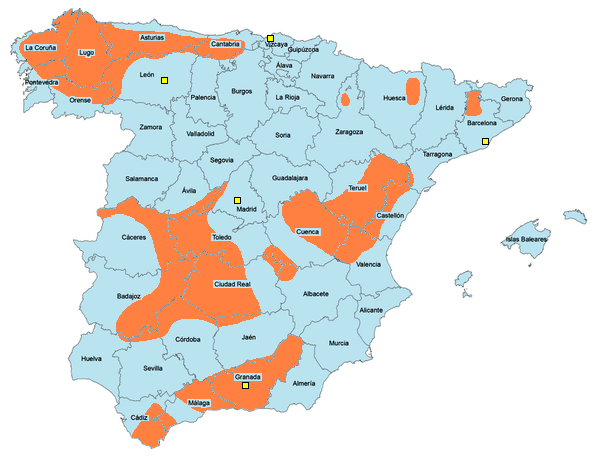
Zones d'action du maquis.

Pendant la guerre civile et après la victoire franquiste en 1939, les «huidos» (en français : les Fuyants) constituent en divers points de l'Espagne des mouvements de guérilleros contre la dictature de Francisco Franco.